# Santiago Rusiñol

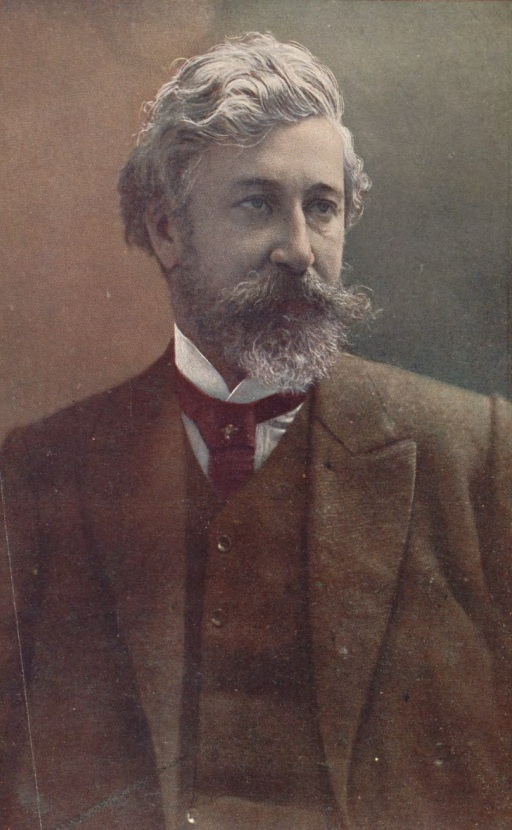
Santiago Rusiñol von Kaulak; 1906

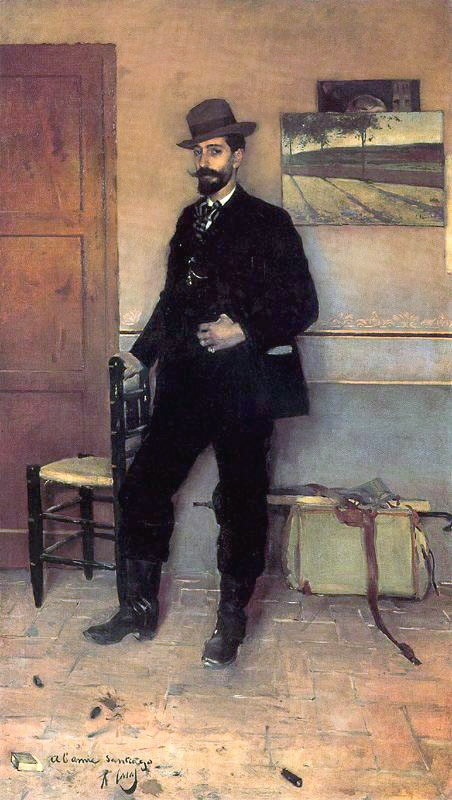
Ramon Casas: Porträt Santiago Rusiñol

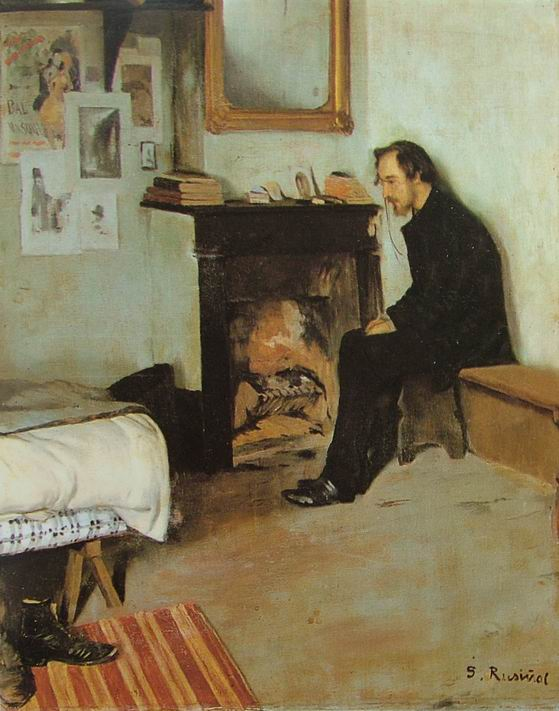
Santiago Rusiñol: Eric Satie in seinem Zimmer

Santiago Rusiñol y Prats (* 25. Februar 1861 in Barcelona; † 13. Juni 1931 in Aranjuez) war ein spanischer Maler, Schriftsteller, Journalist und Theaterautor. Er war einer der herausragenden und produktivsten Künstler des Modernisme.

## Leben
Als Erbe einer Dynastie von Textilfabrikanten aus Manlleu war Rusiñol eine Laufbahn im Familienunternehmen vorgezeichnet, die er jedoch im Alter von 28 Jahren aufgab, um sich ganz der Kunst zu widmen. Zwecks Studium der Malerei ging er (unter Zurücklassung von Frau und Kind) nach Paris, wo er von 1889 bis 1893 am Montmartre wohnte. Er schulte sich in der Malerei des Plein-air und stellte zusammen mit anderen spanischen und katalanischen Künstlern – wie seinen Freunden Ramón Casas und Ignacio Zuloaga – erste Werke aus. Zu dieser Zeit begann er auch mit dem Schreiben und veröffentlichte regelmäßig Artikel in der spanischen Zeitung La Vanguardia.
Seine finanzielle Lage erlaubte ihm ausgedehnte Reisen. Er führte das Leben eines Bohemiens, der sich ganz dem l’art pour l’art hingeben konnte. Nach seiner Rückkehr nach Katalonien gründete er in dem kleinen Küstenort Sitges nahe Barcelona das Werkstatt-Museum Cau Ferrat („Eiserne Höhle“), in dem er eine große Sammlung traditioneller Schmiedeeisenkunst anlegte. Es wurde zu einem bedeutenden Künstlertreffpunkt. In Barcelona war Rusiñol häufig Gast im Café-Restaurant Els Quatre Gats („Die vier Kater“), wo er mit dem jungen Pablo Picasso, Miguel Utrillo, Ramón Casas und weiteren Künstlern zusammentraf und zahlreiche Ausstellungen und Lesungen organisierte.
Rusiñol y Prats starb 1931 und ist im Cementiri de Montjuïc in Barcelona begraben.

## Werk
Rusiñols Malerei ist stark vom Impressionismus beeinflusst und umfasst zunächst unterschiedlichste Thematiken – ländliche ebenso wie urbane Szenen, Porträts ebenso wie symbolische Kompositionen. Ab 1894 bestimmte eine zerstörerische Morphiumsucht sein Leben und Schaffen. Aus diesem Zeitraum stammen einige seiner bekanntesten Gemälde, wie La morfina („Die Morphiumabhängige“) und La medalla („Die Medaille“). Nach einer Entzugskur im Jahre 1899 wendete er sich ganz einem neuen Sujet zu, dem er bis zu seinem Lebensende treu blieb: Gärten und Parks, die er fast immer menschenleer darstellt. Hierfür reiste er unter anderem nach Mallorca, Ibiza, Valencia, Girona, Cuenca und Aranjuez.
Neben dem Malen betrieb Rusiñol gleichermaßen intensiv das Schreiben. So lieferte er sich etwa in seiner Glosse für die Wochenschrift L’Esquella de la Torratxa von 1907 bis 1925 unter dem Pseudonym „Xarau“ einen langanhaltenden, eloquenten Schlagabtausch mit dem Schriftsteller Eugenio d’Ors, der unter dem Namen Xènius in der Zeitung La Veu de Catalunya zu einem der populärsten Vertreter des Noucentisme geworden war, einer Strömung des katalanischen Kulturlebens, die Anfang des 20. Jahrhunderts als Gegenbewegung zum Modernisme aufkam. Darüber hinaus verfasste Rusiñol zahlreiche Bücher und Theaterstücke.

## Schriftliches Werk in Auswahl

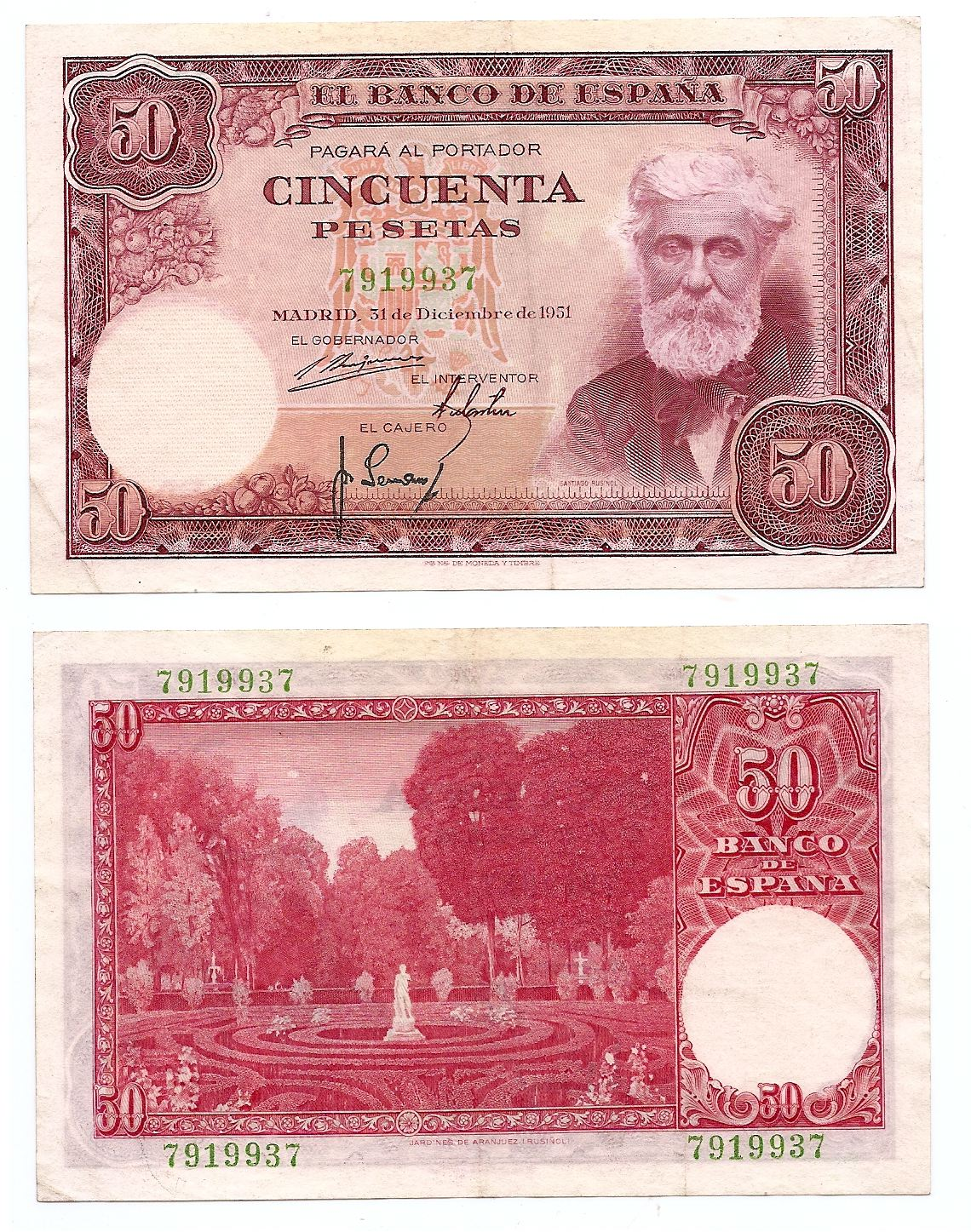
Spanische 50 Pesetas-Banknote 1951 mit Portrait von Santiago Rusiñol

- 1894: Desde el Molino. („Von der Mühle“) – Buch
- 1900: El jardí abandonat. („Der verlassene Garten“) – Theaterstück
- 1901: Llibertat! („Freiheit!“) – Theaterstück
- 1902: El malalt crònic. („Der chronisch Kranke“) – Theaterstück
- 1906: La bona gent. („Die guten Leute“) – Theaterstück
- 1907: L’auca del senyor Esteve. („Die Geschichte des Herrn Esteve“) – Theaterstück
- 1911: Del Born al Plata. („Vom Born an den Rio de la Plata“) – Buch
- 1912: Glossari. („Glossen“) – Buch
- 1913: Màximes i mals pensaments. („Maximen und böse Gedanken“) – Buch
- 2013: Mallorca – die Insel der Ruhe. herausgegeben von Hartmut Ihnenfeldt, Taschenbuch und E-Book, Reisebuch Verlag, Plön.